# Marc Hardy
Pour les articles homonymes, voir Hardy.
Marc Hardy, né le 15 août 1952 à Liège, est un dessinateur belge de bande dessinée.

## Biographie
Marc Hardy naît le 15 août 1952 à Liège.
Marc Hardy, après des humanités artistiques à l'École supérieure des arts Saint-Luc de Liège et un passage dans les ateliers de Mittéï et Seron, commence sa carrière dans Spirou avec des histoires de l'Oncle Paul sur des scénarios de Octave Joly en 1971. En 1973, il dessine La Prodigieuse Épopée du Tour de France sur un scénario d'Yves Duval, qui connaît une prépublication dans Le Journal de Mickey et une publication en album aux éditions Gamma. Il entre dans Le Journal de Tintin en 1974, avec une histoire de Modeste et Pompon (scénarisée par Mittéï) et deux récits de Marc Franval (scénarisés par Édouard Aidans). À partir de 1974, il ne travaille plus que pour Spirou, créant avec Mittéï Badminton et l'année suivante Garonne et Guitare qu'il anime jusqu'en 1978 sur des textes de Mythic.
Il lance en 1984 avec le scénariste Stephen Desberg, Arkel, et surtout, avec Raoul Cauvin, Pierre Tombal, série qui lui apporte le succès et la sécurité financière : en 2016, trente-deux albums ont été publiés aux Éditions Dupuis. Il abandonne Arkel en 1986 pour ne plus se consacrer, en tant qu'auteur jeunesse, qu'à Pierre Tombal.
En 1984 toujours, il se lance dans une collaboration avec Yann, pour des séries plus « adultes ». Les deux artistes publient trois albums de La Patrouille des libellules (prépubliés dans Circus de 1984 à 1987), six de Lolo et Sucette (1989-2001) et deux de Croqu'la vie (1992-1994). En 2005 paraît chez Dargaud le premier tome de Feux, en collaboration avec le scénariste Philippe Tome. En 2009, Hardy et Desberg reprennent Arkel aux Éditions Dupuis, rebaptisant la série Ange & Diablesses, le temps d'un diptyque : Au plus haut des Cieux et La Nuit du Grand Bouc.
En outre, Marc Hardy participe à divers collectifs dont L'Épopée sanglante du Far West et Les Mystérieux Chevaliers de l'air (Dupuis, 1974), Qui a tué F. Walther ? - La B.D. des records. (éditions Astrid , 1985), Pétition - À la recherche d'Oesterheld et de tant d'autres ! (Amnesty International, 1986), Parodies - ... par leurs vrais auteurs ! (MC Productions, 1987), Joyeux Noël, Bonne Année (Vents d'Ouest, 1987), Tchantchès (Khâni, 1988), Natacha - Spécial 20e anniversaire - Nostalgia (Marsu Productions, 1990), Animaux a(d)mis (Alliance européenne, 1990), Putinkon, le retour (P&T Production, 1994), Flash Back (Comic! Events, 1995), Rire c'est rire (Festival du rire de Rochefort, 1995), Hommage à Paul Deliège - Olne autrefois (Thierry Colin, 1997), L'Arbre des deux printemps (Le Lombard, 2000), Folklore wallon en bulles (Dricot, 2010), Les Nouveaux Pieds Nickelés, (Onapratut, 2010), Népal, 25 avril 2015 - La BD se mobilise (Place du sablon, 2015), Hommage à Dino Attanasio (Hibou, 2024).

## Œuvres

### Albums de bande dessinée
- La Prodigieuse Épopée du tour de France (dessin), avec Yves Duval (scénario), Arts & Voyages Gamma, 1973.
- L'Irrévérence selon Marc Hardy[10], K&K's éditions, 2012.
- L'Irrévérence selon Marc Hardy, version 2.0, version 1 avec en couverture "Léontine et la patrouille des Libellules", éditions Black&White, 2017
- L'Irrévérence selon Marc Hardy, version 2.0, version 2 avec en couverture "La Sexploratrice", éditions Black&White, 2017
- L'Irrévérence X, version 1, éditions Black&White, 2019
- Diable de chat, Black&White, 2019
- Bob Morane, fragments de mon enfance, Black&White, 2014  (ISBN 978-2-9548771-0-5)

- Pierre Tombal, 32 albums parus, 1985-2016.
- 1. Les 44 Premiers Trous, Dupuis, Marcinelle, 1986
Scénario : Raoul Cauvin - Dessin : Marc Hardy - Couleurs : quadrichromie
- 2. Histoires d’os, Dupuis, Marcinelle, 1986
Scénario : Raoul Cauvin - Dessin : Marc Hardy - Couleurs : quadrichromie
- 3. Morts aux dents, Dupuis, Marcinelle, avril 1987
Scénario : Raoul Cauvin - Dessin : Marc Hardy - Couleurs : Studio Leonardo -  (ISBN 2-8001-1492-4)
- 4. Des os pilants, Dupuis, Marcinelle, novembre 1987
Scénario : Raoul Cauvin - Dessin : Marc Hardy - Couleurs : quadrichromie -  (ISBN 2-8001-1556-4)
- 5. Ô suaires, Dupuis, Marcinelle, septembre 1988
Scénario : Raoul Cauvin - Dessin : Marc Hardy - Couleurs : Studio Leonardo -  (ISBN 2-8001-1613-7)
- 6. Côte à l’os, Dupuis, Marcinelle, juin 1989
Scénario : Raoul Cauvin - Dessin : Marc Hardy - Couleurs : quadrichromie -  (ISBN 2-8001-1655-2)
- 7. Cas d’os surprise, Dupuis, Marcinelle, avril 1990
Scénario : Raoul Cauvin - Dessin : Marc Hardy - Couleurs : quadrichromie -  (ISBN 2-8001-1741-9)
- 8. Trou dans la couche d’os jaunes, Dupuis, Marcinelle, juin 1991
Scénario : Raoul Cauvin - Dessin : Marc Hardy - Couleurs : Studio Leonardo -  (ISBN 2-8001-1828-8)
- 9. Voyage de n’os, Dupuis, Marcinelle, mai 1992
Scénario : Raoul Cauvin - Dessin : Marc Hardy - Couleurs : Studio Cerise -  (ISBN 2-8001-1937-3)
- 10. Dégâts des os, Dupuis, Marcinelle, mai 1993
Scénario : Raoul Cauvin - Dessin : Marc Hardy - Couleurs : Studio Cerise -  (ISBN 2-8001-2003-7)
- 11. La Défense des os primés, Dupuis, Marcinelle, mai 1994
Scénario : Raoul Cauvin - Dessin : Marc Hardy - Couleurs : Studio Cerise -  (ISBN 2-8001-2098-3)
- 12. Os courent, Dupuis, Marcinelle, mai 1995
Scénario : Raoul Cauvin - Dessin : Marc Hardy - Couleurs : Studio Cerise -  (ISBN 2-8001-2196-3)
- 13. La Pelle aux morts, Dupuis, Marcinelle, avril 1996
Scénario : Raoul Cauvin - Dessin : Marc Hardy - Couleurs : Studio Cerise -  (ISBN 2-8001-2313-3)
- 14. Des décédés et des dés, Dupuis, Marcinelle, mars 1997
Scénario : Raoul Cauvin - Dessin : Marc Hardy - Couleurs : Studio Cerise -  (ISBN 2-8001-2427-X)
- 15. Chute d’os, Dupuis, Marcinelle, 1997
Scénario : Raoul Cauvin - Dessin : Marc Hardy - Couleurs : Studio Cerise -  (ISBN 2-8001-2560-8)
- 16. Tombe, la neige, Dupuis, Marcinelle, 1998
Scénario : Raoul Cauvin - Dessin : Marc Hardy - Couleurs : Studio Cerise -  (ISBN 2-8001-2646-9)
- 17. Devinez qui on enterre demain ?, Dupuis, Marcinelle, 1999
Scénario : Raoul Cauvin - Dessin : Marc Hardy - Couleurs : Studio Cerise -  (ISBN 2-8001-2784-8)
- 18. Condamné à perpète, Dupuis, Marcinelle, 2000
Scénario : Raoul Cauvin - Dessin : Marc Hardy - Couleurs : Studio Cerise -  (ISBN 2-8001-2945-X)
- 19. Squelettes en fête, Dupuis, Marcinelle, 2001
Scénario : Raoul Cauvin - Dessin : Marc Hardy - Couleurs : Studio Cerise -  (ISBN 2-8001-3112-8)
- 20. Morts de rire, Dupuis, Marcinelle, 2002
Scénario : Raoul Cauvin - Dessin : Marc Hardy - Couleurs : Studio Cerise -  (ISBN 2-8001-3260-4)
- 21. K.os, Dupuis, Marcinelle, 2003
Scénario : Raoul Cauvin - Dessin : Marc Hardy - Couleurs : Studio Cerise -  (ISBN 2-8001-3355-4)
- 22. Ne jouez pas avec la mort[15] !, Dupuis, Marcinelle, 2005
Scénario : Raoul Cauvin - Dessin : Marc Hardy - Couleurs : Studio Cerise -  (ISBN 2-8001-3513-1)
- 23. Regrets éternels, Dupuis, Marcinelle, 2006
Scénario : Raoul Cauvin - Dessin : Marc Hardy - Couleurs : Studio Cerise -  (ISBN 2-8001-3776-2)
- 24. On s’éclate mortels ![16], Dupuis, Marcinelle, 2007
Scénario : Raoul Cauvin - Dessin : Marc Hardy - Couleurs : Studio Cerise -  (ISBN 978-2-8001-3946-3)
- 25. Mise en orbite, Dupuis, Marcinelle, 2008
Scénario : Raoul Cauvin - Dessin : Marc Hardy - Couleurs : Studio Cerise -  (ISBN 978-2-8001-4039-1)
- 26. Pompes funèbres, Dupuis, Marcinelle, 2009
Scénario : Raoul Cauvin - Dessin : Marc Hardy - Couleurs : Studio Cerise -  (ISBN 978-2-8001-4465-8)
- 27. Entre la vie et la mort[17], Dupuis, Marcinelle, 2011
Scénario : Raoul Cauvin - Dessin : Marc Hardy - Couleurs : Studio Cerise -  (ISBN 978-2-8001-4755-0)
- 28. L’Amour est dans le cimetière, Dupuis, Marcinelle, 2012
Scénario : Raoul Cauvin - Dessin : Marc Hardy - Couleurs : Studio Cerise -  (ISBN 978-2-8001-5155-7)
- 29. Des os et des bas, Dupuis, Marcinelle, 2013
Scénario : Raoul Cauvin - Dessin : Marc Hardy - Couleurs : Studio Cerise -  (ISBN 978-2-8001-5219-6)
- 30. Questions de vie ou de mort[18], Dupuis, Marcinelle, 2014
Scénario : Raoul Cauvin - Dessin : Marc Hardy - Couleurs : Studio Cerise -  (ISBN 978-2-8001-5965-2)
- 31. Peine de mort, Dupuis, Marcinelle, 2015
Scénario : Raoul Cauvin - Dessin : Marc Hardy - Couleurs : Studio Cerise -  (ISBN 9782800162591)
- 32. Fin de bail au cimetière, Dupuis, Marcinelle, 2016
Scénario : Raoul Cauvin - Dessin : Marc Hardy - Couleurs : Studio Cerise -  (ISBN 9782800165868)

- Pierre Tombal (dessin), avec Raoul Cauvin et Nicolas Hardy (scénario), Le Vœu, 1 album paru.

1. Papy se disperse[19], 2011, 32 p.

- Pierre Tombal (dessin et scénario), Black and White, 1 album paru.

1. Petites chroniques illustrées du temps du covid, 2020

- Tirages de tête et Éditions spéciales :

1. Pierre Tombal, Les 44 Premiers Trous, toilé gris, 44 ex., 1986
2. Pierre Tombal, Les 44 Premiers Trous, toilé noir, 44 ex., 1986
3. Pierre Tombal, Les 44 Premiers Trous, toilé brun, 5 ex., 1986
4. Pierre Tombal, Histoires d'os, toilé, 6 ex., 1986
5. Pierre Tombal, Mort aux dents, 1 250 ex., 1987
6. Pierre Tombal, Sauver des os, toilé, 750 ex., 1993
7. Pierre Tombal, Devinez qui on enterre demain ?, 300 ex., 1999
8. Pierre Tombal, Devinez qui on enterre demain ?, dans un coffret en plexiglas sérigraphié, 50 ex., 1999
9. Lolo et Sucette, Macadam cochonnes, 369 ex.. 2000
10. Lolo et Sucette, Macadam cochonnes, accompagné d'une sérigraphie recto-verso sur plexi, 69 ex., 2000
11. Pierre Tombal, Best off, 2003
12. Feux, Fille des Reptiles, les deux premiers cahiers en couleurs, les trois derniers en noir et blanc, 2 000 ex., 2005
13. Pierre Tombal, À mourir de rire, 2007
14. Pierre Tombal, Best os, Amore l'amour, 2010
15. Bob Morane, fragments de mon enfance, avec une illustration originale aquarellée dans chaque exemplaire, Black and White, 2014
16. Arkel, intégrale grand format, tome 1, facsimilé, couverture couleurs, 225 ex., 2017
17. Arkel, intégrale grand format, tome 1, facsimilé, couverture au trait, avec une illustration originale aquarellée dans chaque exemplaire, 50 ex., 2017
18. Garonne et Guitare contre Foxy Lady (dessin), La Bruges sous les flots, couverture au trait, 250 ex., 2018, Black and White
19. Garonne et Guitare contre Foxy Lady (dessin), La Bruges sous les flots, couverture couleurs, avec une illustration originale aquarellée dans chaque exemplaire, 50 ex., 2018, Black and White
20. L'Irrévérence X, version 2,  69 ex. avec dessin original aquarellé marouflé, Black and White, 2019
21. Arkel, intégrale grand format, tome 2, "Lilith", facsimilé, couverture couleurs, 225 ex., 2021
22. Arkel, intégrale grand format, tome 2, "Lilith", facsimilé, couverture au trait, avec une illustration originale aquarellée dans chaque exemplaire, 50 ex., 2021
23. Pierre Tombal (dessin et scénario), Black and White, 1 album paru.
24. Petites chroniques illustrées du temps du covid[25], avec une illustration originale aquarellée dans chaque exemplaire, 50 ex., 2020.

### Expositions
- Marc Hardy[38],[39] Rouge-Cloître, Bruxelles, 5 mars au 12 avril 2009
- Marc Hardy – Pierre Tombal et les autres…[40],[41], Malmundarium, Malmedy du 3 novembre 2012 au 10 mars 2013 ;
- Marc Hardy - 30 ans de Pierre Tombal[42], Centre belge de la bande dessinée, Bruxelles 4 avril 2013 au 12 mai 2013 ;
- Pierre Tombal La mort... et alors ![43], Bibliothèque Cerist, Tournai au 3 mai 2013 ;
- Marc Hardy - Pierre Tombal, Lolo et Sucette et les autres,...[44],[45], château d'Oupeye, Oupeye du 6 au 29 mai 2016.

## Prix et récompenses
- 1995 :  prix d'honneur au Festival de bande dessinée de Middelkerke à Middelkerke pour Pierre Tombal[46].

#### Livres
: document utilisé comme source pour la rédaction de cet article.
- Jean Pirotte (dir.) et Luc Courtois, Du régional à l'universel. : L'imaginaire wallon dans la bande dessinée., Louvain-la-Neuve, Fondation wallonne Pierre-Marie et Jean-François Humblet, 1999, 310 p. (ISBN 978-2-9600072-3-7 et 2960007239, OCLC 1075833932), p. 229 lire sur Google Livres
- Jacques Fiérain, « Hardy, Marc », dans La BD dans les provinces de Liège, Namur et Luxembourg, Charleroi, Éd. l'Âge d'or, 2004, 112 p., ill. ; 31 cm (ISBN 9782960019698, OCLC 470388297, présentation en ligne), p. 49.
- Patrick Gaumer, « Hardy, Marc », dans Dictionnaire mondial de la BD, Paris, Larousse, 2010, 953 p., ill. ; 27 cm (ISBN 978-2-0358-4331-9 et 2-0358-4331-6, OCLC 920924930, présentation en ligne), p. 403. .

#### Périodiques
- Marc Hardy (interviewé par Christelle et Bertrand Pissavy-Yvernault), « Les invités : Marc Hardy : "On peut rire de tout !" », La Lettre - L'officiel de la bande dessinée, Dargaud, no 30,‎ juillet - août 1996, p. 22-23.
- Marc Hardy (int. par Éric Vermeulen et Christian Antoine), « Le Réel et Hardy », BoDoï, no 25,‎ décembre 1999, p. 83-85.
- Jean-Pierre Fuéri, « La galerie des illustres », Spirou, Dupuis, no 3902,‎ 23 janvier 2013 (ISSN 0771-8071)
- Paul Satis, « Bienvenue dans mon atelier : Marc Hardy », Spirou, Dupuis, no 4292,‎ 15 juillet 2020 (ISSN 0771-8071)
- Marc Hardy (int. par Sébastien Pauly), « Marc Hardy », Tonnerre de Bulles!, no 28,‎ janvier 2022, p. 1-25.

### Podcasts
- Émission numéro 23 Marc Hardy et Simon Fransquet émission Eclectrique présentée par Romain Pierre Giergen, sur 48FM via Mixcloud, 2016, (1 h 25 min 59 s).

### Émissions de télévision
- Petites chroniques illustrées du temps du Covid selon Pierre Tombal sur Qu4tre Liège Média, présentation : Françoise Bonivert (2 min 44 s), 12 décembre 2020.

### Vidéographie
- [vidéo] « Marc Hardy interview "Liège, terre de BD", festival international de la BD de Liège, 23e édition   », sur YouTube, 26 août 2016.